# Mariinski-Ballett

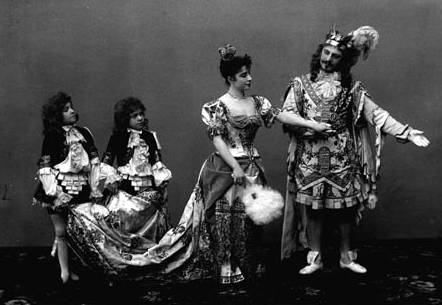
Carlotta Brianza und Paul Gerdt als Prinzessin Aurora und Prinz Desire in dem Ballettstück Dornröschen

Das Mariinski-Ballett ist eine weltberühmte russische Ballettkompanie aus Sankt Petersburg. Neben dem Moskauer Bolschoi-Ballett gilt es als das bedeutendste Ballettensemble Russlands.
Zur Entstehung und Geschichte der Ballettkompanie siehe auch den Hauptartikel Ballets Russes.

## Beschreibung
Das ursprünglich kaiserliche Ballett des Mariinski-Theaters  wurde 1935 in Kirow-Ballett umbenannt. Seit 1991 ist die offizielle Bezeichnung Sankt Petersburg Mariinski-Ballett.
Ende des 19. Jahrhunderts erlebte das Ballett in Sankt Petersburg eine Blütezeit. Unter der Leitung von Marius Petipa wurde unter anderem Dornröschen (1890) und Schwanensee (1895), beide zur Musik Tschaikowskis, uraufgeführt. Von 1899 bis 1909 gehörte die weltberühmte Ballerina Anna Pawlowa zur Kompanie.
Nach der Oktoberrevolution von 1917 ging es mit der Kompanie bergab. Viele Ensemblemitglieder hatten während der Revolutionswirren das Land verlassen und ihre Karrieren in Europa fortgesetzt.
Der Ballettmeisterin Agrippina Waganowa gelang es jedoch, die Traditionen und Lehrmethoden zu erhalten. Ihre Arbeit war der Grundstein für die Ballettausbildung in der Sowjetunion. So entstand ein neues Ensemble, deren bekanntestes Mitglied die spätere Prima Ballerina Assoluta Galina Ulanowa war.
Während des Kalten Krieges hatte die Kompanie das Problem, dass immer wieder Tänzer von Tourneen durch das westliche Ausland nicht zurückkehrten. Dazu gehörten Rudolf Nurejew, Natalia Makarowa und Mikhail Baryshnikov. Dennoch ist das Ballett auch heute noch eines der führenden der Welt in Bezug auf technische Perfektion, stilistischen Purismus und Ballett im Geist der Tradition. Im Jahr 2013 umfasste das Corps de ballet 70 Tänzerinnen und 57 Tänzer.